# كيث كامبل (متسابق دراجات نارية)
كيث كامبل (بالإنجليزية: Keith Campbell)‏ مواليد 2 أكتوبر 1931 في ملبورن - الوفاة 13 يوليو 1958 في فرنسا، كان متسابق دراجات نارية أسترالي فاز ببطولة سباق الجائزة الكبرى للدراجات النارية. نافس في سباقات بطولة العالم لفئة 500 سي سي ولفئة 350 سي سي ولفئة 250 سي سي ولفئة 50 سي سي. كما شارك في كأس جزيرة مان السياحية. توفي إثر حادث تعرض له أثناء السباق.

## البطولات
- سباق الجائزة الكبرى للدراجات النارية 1957